# Canthidium excisipes
Canthidium excisipes là một loài bọ cánh cứng trong họ Bọ hung (Scarabaeidae).